# Тельде
Тельде (ісп. Telde) — муніципалітет в Іспанії, у складі автономної спільноти Канарські острови, у провінції Лас-Пальмас, на острові Гран-Канарія. Населення — 100 900 осіб (2010).
Муніципалітет розташований на відстані близько 1710 км на південний захід від Мадрида, 38 км на північ від міста Лас-Пальмас-де-Гран-Канарія.
На території муніципалітету розташовані такі населені пункти: (дані про населення за 2010 рік)
- Ла-Бренья: 431 особа
- Ель-Калеро: 5647 осіб
- Кальєхон-дель-Кастільйо: 1748 осіб
- Ель-Караколь: 1464 особи
- Касас-Нуевас: 2316 осіб
- Лос-Касеронес: 2719 осіб
- Касадорес: 134 особи
- Сендро: 87 осіб
- Куатро-Пуертас: 261 особа
- Гандо: 131 особа
- Ла-Гаріта: 5971 особа
- Ла-Гавія: 627 осіб
- Ель-Горо: 1707 осіб
- Лас-Готерас: 81 особа
- Ла-Ігера-Канарія: 377 осіб
- Лос-Орнос-дель-Рей: 397 осіб
- Лас-Уесас: 4093 особи
- Херес: 558 осіб
- Хінамар: 2990 осіб
- Ломо-де-ла-Еррадура: 5236 осіб
- Ломо-Магульйо: 1144 особи
- Ломо-дель-Сементеріо: 1113 осіб
- Ла-Махаділья: 677 осіб
- Марпекенья: 2876 осіб
- Ла-Матанса: 16 осіб
- Лас-Медіаніас: 1469 осіб
- Монтанья-де-лас-Пальмас: 1152 особи
- Охос-де-Гарса: 3056 осіб
- Ель-Пальміталь: 211 осіб
- Ла-Парділья: 2173 особи
- Плая-де-Меленара: 2734 особи
- Плая-де-Салінетас: 204 особи
- Плая-дель-Омбре: 2076 осіб
- Лас-Ремудас: 3789 осіб
- Сан-Антоніо: 2230 осіб
- Сан-Хосе-де-лас-Лонгерас: 1371 особа
- Тара: 516 осіб
- Тельде: 18868 осіб
- Вальє-де-Касарес-і-Солана: 324 особи
- Вальє-де-лос-Нуеве: 2108 осіб
- Тесен: 50 осіб
- Вальє-де-Хінамар: 15768 осіб

## Демографія
Динаміка населення (INE ):

## Галерея зображень

Розташування муніципалітету на острові Гран-Канарія
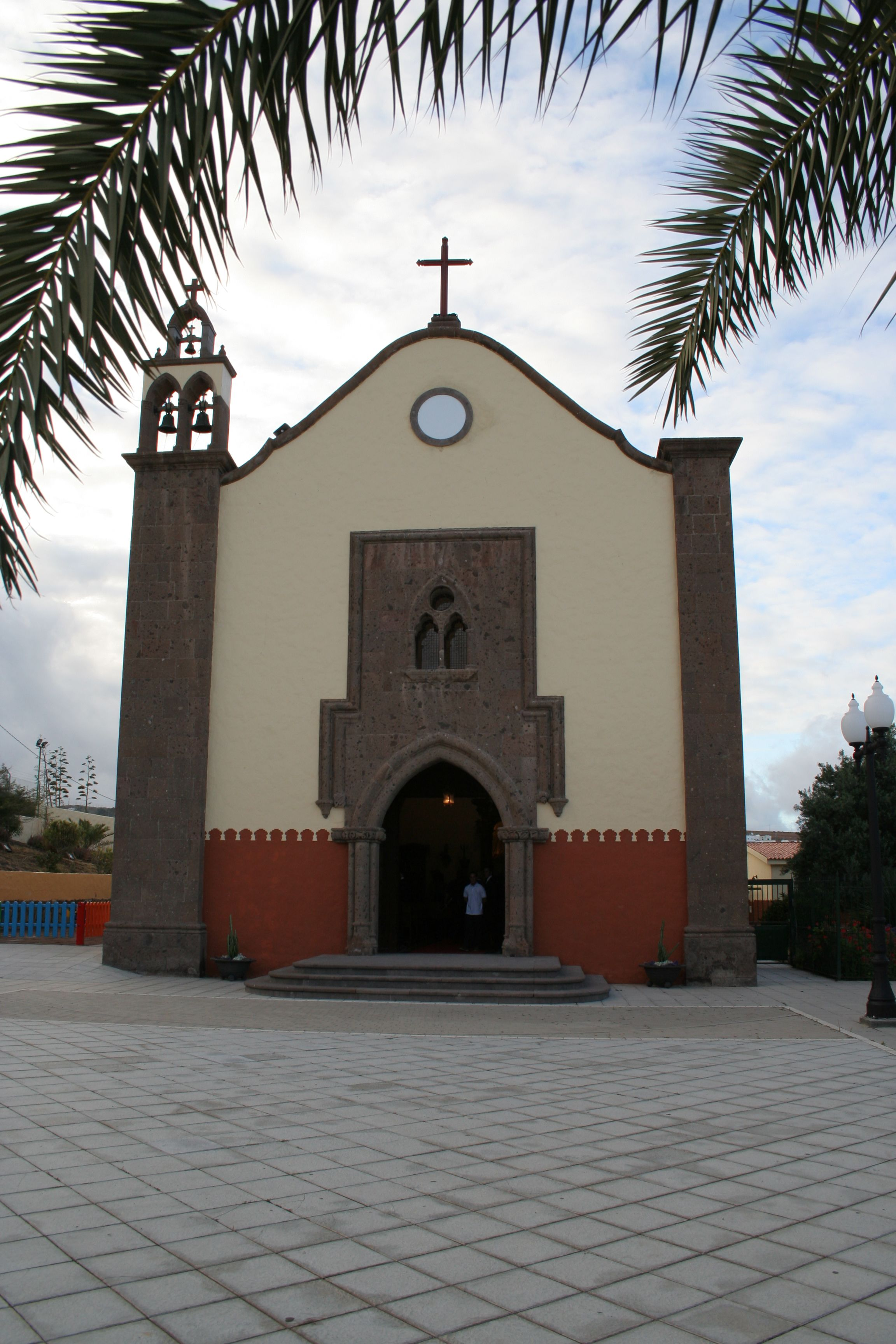
Церква, Тара